# Atesta tasmanica
Atesta tasmanica är en skalbaggsart som först beskrevs av Charles Joseph Gahan 1893.  Atesta tasmanica ingår i släktet Atesta och familjen långhorningar. Inga underarter finns listade.